# Heracleòpolis Magna
Heracleòpolis Magna fou una ciutat de l'antic Egipte a uns 15 km a l'oest de Beni Suef, a la dreta del Canal de Josep (Bahr Yusuf) 1 km a l'oest de la moderna ciutat d'Ahnasiya al-Madina (coneguda popularment com a Ahnasiya Umm al-Kiman), que portava el nom egipci de Nen-Nesu (o Hatnennesut, Henen-nesut, o Hwt-nen-nes) i des de l'Imperi antic era una ciutat important de l'Alt Egipte, no lluny de l'Oasi del Faium. Les ruïnes de la ciutat antiga ocupen una àrea d'1,6 km2. El seu nom copte fou Hnes (o Henes), del que va derivar el seu nom àrab Ahnas (després Ahnasiya). El nom grec li fou posat perquè el déu Herishef, el déu principal de la ciutat -que n'era el centre del seu culte- fou identificat pels grecs amb Hèracles (Hèrcules).
Fou capital del nomós XX (Atef-Khent). Al primer període intermedi la ciutat fou feta capital reial pels faraons de la dinastia IX (i la seva continuació la dinastia X). Al tercer període intermedi fou seu de reis locals.
Dels antics temples de la ciutat no en queda gairebé res. Un temple dedicat a Herishef fou construït a l'Imperi Mitjà (el que queda del temple fou descobert per Naville el 1891) i Ramsès II hi va construir un temple (a Kom el-Aqarib, descobert per Flinders Petrie el 1904), però no queda pràcticament cap rastre. Quatre columnes que s'han trobat pertanyen probablement a una església romana d'Orient. La necròpolis de la ciutat és propera al llogaret de Sedment al-Djebel, a l'esquerra del Canal de Josep. La llegendària existència d'un suposat Laberint mai s'ha pogut confirmar. S'hi han trobat necròpolis del primer i tercer període intermedi.
El temple d'Herishef fou excavat per Naville el 1891 i per Petrie el 1904 (llavors hi havia monticles dels períodes romà, romà d'Orient i islàmic i Petrie va trobar monedes fins del segle vii; va recuperar dotzenes de llums d'oli romanes). Des del 1966 les necròpolis foren excavades per una missió arqueològica espanyola (1966-1969, 1976-1979, 1984-2002).